# Bijzonder Ondersteuningsteam
Het Bijzonder Ondersteuningsteam (BOT) is belast met het het uitvoeren van gedetineerdentransporten waarbij sprake is van een mogelijke dreiging van buitenaf, bijvoorbeeld een poging tot bevrijding of liquidatie. Het BOT is onderdeel van de Dienst Vervoer en Ondersteuning (DV&O), de landelijke dienst die het vervoer van arrestanten, gedetineerden en vreemdelingen voor de Dienst Justitiële Inrichtingen verzorgt.

## Organisatie
Het BOT is vandaag de dag onderdeel van de Dienst Vervoer en Ondersteuning (DV&O), de dienst die namens de Dienst Justitiële Inrichtingen belast is met het veilig en humaan vervoeren van de aan de dienst toevertrouwde personen enerzijds en het beveiligen van personen, terreinen en overheidsgebouwen en goederen anderzijds. Het BOT vormt samen met de Landelijke Bijzondere Bijstandseenheid (LBB), Extra Beveiligd Vervoer (EBV) en Beveiligd Vervoer Internationale Strafhoven (BVIS) de Divisie Specialistische Taken binnen de DV&O. Het BOT is opgericht in 1995 nadat er zich in de jaren '90 in relatief korte tijd veel (pogingen tot) gijzelingen en ontvluchtingen hadden voorgedaan.

## Taken
De primaire taak van het BOT is het uitvoeren van gedetineerdentransporten waarbij dreiging is van buitenaf, in het hoogste geweldsspectrum. Dit kan een dreiging van ontsnapping, liquidatie of gijzeling zijn. Wanneer blijkt dat de dreiging op een dergelijke actie groot is, op basis van een risicoanalyse waarbij wordt gekeken naar de variabelen "ernst" en "waarschijnlijkheid" van een incident, is er sprake van een bijzondere beveiligingsopdracht en wordt het BOT ingeschakeld. Het BOT verzorgt vervolgens het transport van de desbetreffende gedetineerde tussen de penitentiaire inrichting en de bestemming. In 2018 werd het BOT 478 keer ingezet voor het zwaarste niveau van beveiligd transport.
Naast haar primaire taak, het uitvoeren van het uitvoeren van hoog-risico gedetineerdentransporten, heeft het BOT tevens een grote verscheidenheid aan neventaken. Een van die taken is het verzorgen van dynamische objectbeveiliging. Zo draagt het BOT, in samenwerking met andere diensten, geregeld bij aan de beveiliging van rechtbanken wanneer er risicovolle rechtszittingen plaatsvinden. Ook voert het BOT het transport van getuigen of gedetineerden naar reconstructies uit.
Binnen het domein van de penitentiaire inrichtingen ondersteunt het BOT de LBB bij zoekacties naar (vuur)wapens. Ook levert het BOT ondersteuning aan andere specialistische eenheden, zoals de Dienst Koninklijke en Diplomatieke Beveiliging (DKDB) en de Dienst Speciale Interventies (DSI) van de Landelijke Eenheid van de politie, en de Brigade Speciale Beveiligingsopdrachten (BSB) van de Koninklijke Marechaussee.

## Materieel
Voor het uitvoeren van hoog risico transporten maakt het BOT gebruik van gepantserde personenauto's. Deze voertuigen zijn onder andere bestand tegen aanvallen met (zware) vuurwapens en explosieven. Om eventuele aanvallen te kunnen neutraliseren zijn BOT-operators uitgerust met verschillende (vuur)wapens.

### Bewapening
- Walther P99Q NL pistool, kaliber 9×19mm Parabellum. Dit pistool kan worden uitgerust met een laser- en lichtmodule.
- Heckler & Koch MP5 machinepistool, kaliber 9×19mm Parabellum. De MP5 wordt veelal uitgerust met richtmiddelen en een laser- en lichtmodule.
- Heckler & Koch HK416 aanvalsgeweer, kaliber 5,56×45mm NAVO. Het BOT maakt, wegens de toename van vuurwapengeweld in het criminele circuit, sinds enige tijd gebruik van het HK416A5 aanvalsgeweer. De HK416 wordt veelal uitgerust met Surefire geluiddemper, Aimpoint Micro T2 richtmiddelen en een laser- en lichtmodule.

### Voertuigen
- Audi A8L W12 Security
- BMW X5 Security - Samen met de zes Range Rover Sentinels heeft het BOT drie BMW X5 Security-pantserwagens aangekocht. De voertuigen worden af fabriek door BMW voorzien van bepantsering in de VR4-categorie en optische en geluidssignalen.[4]
- BMW 760Li High Security
- Mercedes-Benz S500/S600 Guard
- Range Rover Sentinel - In juni 2019 werden zes nieuwe Range Rover Sentinel-pantserwagens aan de BOT-vloot toegevoegd ter vervanging van de verouderde Toyota Land Cruisers die hiervoor dienst deden. De Sentinels zijn af fabriek door de Special Vehicle Operations-divisie van Range Rover, voorzien van bepantsering van de VR8-categorie, de op een na zwaarste pantsercategorie voor civiele voertuigen, en blauwe verlichting.[4]
- Volvo V70